# Clematis obtusifolia
Clematis obtusifolia är en ranunkelväxtart som beskrevs av Robert Brown och Wen Tsai Wang. Clematis obtusifolia ingår i släktet klematisar, och familjen ranunkelväxter. Inga underarter finns listade i Catalogue of Life.